# Jan Sochor (lední hokejista)
Jan Sochor (* 17. ledna 1980) je český bývalý hokejový útočník.

## Kariéra
Mezi lety 1997 až 2004 odehrál v Extralize ledního hokeje 194 zápasů, a to za týmy HC Slavia Praha a HC Vsetín.
Ve vstupním draftu do NHL v roce 1999 si ho vybral tým Toronto Maple Leafs na 161 pozici. Do NHL nikdy nenaskočil.
Také si zahrál v GET-lize za Lillehammer IK a Stjernen Hockey, ve slovenské extralize pak za HKM Zvolen.
Zbytek své kariéry odehrál v norské lize.